# Richard Wahlund
Richard Wahlund, född 1957, är en svensk ekonom och professor i företagsekonomi vid Handelshögskolan i Stockholm.
Wahlund var rektor för GI-IHR (Grafiska Institutet-Institutet för högre reklam- och kommunikationsutbildning), en institution vid Stockholms universitet 1998-.
Richard Wahlund innehar Familjen Bonniers professur i företagsekonomi med särskild inriktning mot media vid Handelshögskolan i Stockholm sedan 2006.